# Карманник (фильм)
«Карманник» (фр. Pickpocket) — чёрно-белая криминальная драма французского режиссёра Робера Брессона по мотивам романа «Преступление и наказание» Фёдора Достоевского. Премьера фильма состоялась 21 мая 1963 года. Участник Берлинского кинофестиваля в 1960 году. Считается одной из величайших работ Брессона.

## История создания
«Карманник» — далеко не единственная экранизация произведения русской классической литературы в фильмографии французского режиссёра. Ещё два фильма он снял по Достоевскому: «Кроткую» (1969, по одноимённой повести) и «Четыре ночи мечтателя» (1971, по повести «Белые ночи»), а свою последнюю картину «Деньги» (1983) — по рассказу Льва Толстого «Фальшивый купон».
Фильм Брессона — вольная интерпретация «Преступления и наказания», Мишель (Раскольников) — не убийца, а вор. При этом свои преступления он совершает не из-за денег, а из-за личных моральных убеждений. А слова здесь заменяют движения рук.
Режиссёр утверждал, что сам процесс съёмок фильмов ему доставляет удовольствие, а «Карманник» был снято быстро и легко, несмотря на кажущуюся тщательность его проработки. Так, съёмки этого фильма, по словам Брессона, уложились в три месяца и проводились непосредственно в настоящей человеческой толпе. Первоначально он пытался снимать скрытой камерой, но это не получалось, вскоре его обнаруживали. А в одной из самых известных сцен в фильме (у Лионского вокзала) ему пришлось использовать массу кинематографического оборудования, которое уже нельзя было скрыть от публики. Тем не менее Брессону удалось сохранить реалистичность этой сцены.

## Сюжет
Воровство из карманов — хобби Мишеля. Неудивительно, что его вскоре ловят с поличным и арестовывают. У парня есть шанс поразмыслить о своих поступках. Выйдя на свободу и потеряв мать, Мишель отвергает поддержку своих друзей Жанны и Жака и, взяв несколько уроков у опытного щипача, возвращается к воровству, полагая что это — способ его самовыражения.

## В ролях
- Мартин Ласалль — Мишель
- Марика Грен — Жанна
- Жан Пелегри — комиссар
- Долли Скэл — мать Мишеля
- Пьер Лемари — Жак
- Кассажи — соучастник
- Пьер Этекс — соучастник
- Сезар Гаттеньо — инспектор
- Доминик Зарди — пассажир в метро (нет в титрах)

## Съёмочная группа
- Режиссёр-постановщик — Робер Брессон
- Авторы сценария — Робер Брессон
- Оператор — Леонс-Анри Бюрель
- Композитор — Жан-Батист Люлли
- Продюсер — Аньес Делаэ
- Монтажёр — Ремон Лами
- Художник-постановщик — Пьер Шарбонье
- Звукорежиссёр — Антуан Аршембо
- Дирижёр Марк Ланжан

## Критика
Кинокритик Роджер Эберт в своей рецензии на фильм отмечал, что Брессон не заставлял актёров играть, всё, что ему надо от них — движение. Его герой — с виду совершенно неприметный человек, совершающий свои преступления с невозмутимым видом. Вместе с тем он страдает нарциссизмом: обкрадывая, Мишель чувствует превосходство над своей жертвой. Готовясь совершить кражу, он приближается к своей жертве очень близко, что только способствует получению им эротического заряда от самого акта воровства.
Эротизм в действиях Мишеля и его внешнюю невыразительность, как и прочих героев, подметил и Том Доусон в короткой рецензии на BBC.

## Номинации
- 1960 — Берлинский кинофестиваль: номинация на премию «Золотой медведь» — Робер Брессон[8]
- 2005 — номинация на премию «Спутник»[9]

### Рецензии
- Een superieure intellectueel en een jaloerse echtgenoot Архивная копия от 19 февраля 2018 на Wayback Machine
- Review by David Kempler Архивная копия от 20 февраля 2018 на Wayback Machine
- Recensie von Bart Rietvink Архивная копия от 19 февраля 2018 на Wayback Machine
- Review by SDG Архивная копия от 19 февраля 2018 на Wayback Machine
- Re-Examining Bresson’s Carpentry Архивная копия от 20 февраля 2018 на Wayback Machine
- Review by Dennis Schwartz
- Un homme, ses mains, son âme Архивная копия от 20 февраля 2018 на Wayback Machine